# Оршанська височина
Оршанська височина (біл. Аршанскае ўзвышша) — височина на південному сході Вітебської і північному сході Мінської областей.
Протяжність височини із заходу на схід 120 км, з півночі на південь 10—40 км. Висота до 255 м на півночі, над прилеглими низинами припіднята на 100 м. Поверхня найбільш перетнута на півночі, де добре виражені кінцеві гряди і пагорби. На вододілах часто зустрічаються суфозійні западини. На придолинних ділянках розвинені глибокі яри, що розгалужуються. Багато крізних долин.
Виражена Усвіжбуцька крізна долина (сполучає верхів'я річок Друті і Усвейки), утворена в результаті стоку у минулому талих льодовикових вод у бік Дніпра. На височині течуть річки Усвейка з притоками Червінка, Оболянка з Нерейшанкою (басейн Західної Двіни), Андров з Дернівкою і Соколянкою, Оршиця з Почалицею; на півдні починається Друть, на заході Бобер (басейн Дніпра). Під лісом до 21 % території водозбору (переважають ялинники, суборі, дрібнолистні ліси).